# Michael Ettl
Michael Ettl (* 7. Oktober 1975 in Graz) ist ein ehemaliger österreichischer Mixed-Martial-Arts-Kämpfer und Leichtathlet. Nach seiner aktiven Sportkarriere wurde er Trainer beim Ettl Bros. Team und Veranstalter in der Mixed-Martial-Arts-Szene in Österreich. Des Weiteren zählt er zu den Mitbegründern des Mixed Martial Arts in Österreich und ist Erfinder des Trainingsystems „Cross Sports“.

## Lebenslauf
Ettl wurde in Graz geboren und ist österreichischer Staatsbürger. Bereits in frühen Jahren erhielt Michael Ettl Kampfsportunterricht von seinem Vater und erlernte verschiedenste Kampfsportarten. Später eröffnete er mit seinem Bruder Gerhard Ettl eine eigene Kampfsportschule und unterrichtete viele Schüler aus ganz Österreich auf dem relativ unangetasteten Gebiet der gemischten Kampfsportarten. Nach seiner aktiven Karriere als Kämpfer gründete er zusammen mit seinem Bruder Gerhard Ettl die Ettl Bros. (Ettl Brothers), eine Eventagentur für gemischte Kampfkünste in Österreich und organisiert selbst Mixed Martial Arts Events. Parallel dazu entwickelte er das Trainingssystems mit dem Namen „Cross Sports“. Die gemeinsame Arbeit mit seinem Bruder verschaffte dem Freefight bzw. den gemischten Kampfkünsten große Popularität. Somit gelten sie als Mitbegründer der Mixed Martial Arts (gemischte Kampfkünste) Szene bzw. des Freefights in Österreich bzw. als Initiatoren der Mixed Martial Arts Sport Association Austria, dem MMA-Verband in Österreich.

## Kampfsport und Stile

### Training
Das Kampfsporttraining nahm Michael in Judo, Jiu-Jitsu und Ringen auf, wobei er danach Taekwondo und Boxen zusätzlich erlernte. Später folgte noch Kick- und Thaiboxen, wodurch durch die Ausübung der verschiedenen Kampfsportarten der Grundstein für seine Mixed-Martial-Arts-Karriere gelegt wurde. In der Jugend besuchte er eine Sportschule mit dem Schwerpunkt Leichtathletik und bestritt professionelle Wettkämpfe in den olympischen Disziplinen (100- und 200-m-Sprint, Weit- und Hochsprung, Speer- und Diskuswurf und Kugelstoßen). Im Jahr 1990 wurde Michael Ettl österreichischer Jugendstaatsmeister in den Kategorien 100- und 200-m-Sprint. Trotzdem war der Kampfsport immer ein Teil seiner sportlichen Interessen und er entwickelte sich in beiden Sportarten stetig weiter. 2007 beendete er seine aktive Sportkarriere.

### Qualifikationen
- 4. Dan Schwarzgurt im Kickboxen nach ISKA,
- 3. Dan Schwarzgurt Jiu Jitsu nach FFA Version,
- 3. Dan Schwarzgurt im Kickboxen nach WKA,
- 1. Kup Rot-Schwarzgurt im Taekwondo nach Version WTF.

### Erfolge als aktiver Kämpfer
- 2001–2003 Austrian Champion Mixed Martial Arts der AFVA - Austrian Freefight und Vale Tudo Association
- 2001–2003 European Profi MMA Champion der FNC (Fight Night Championship)[4]
- 2006 Winner To Hot too Handle “2Hot2Handle” in Holland gegen Anil Dubar[5]
- 2007 Winner Cage Fight Series 1 gegen Sergej Maslobojev

## Kampfstatistik
Kampfstatistik laut der MMA-Plattform Sherdog:
| Ergebnis | Gegner            | Siegart              | Veranstaltung                      | Datum             |
| Sieg     | Sergej Maslobojev | Submission (Armbar)  | CFS 1 - Cage Fight Series 1        | 28. April 2007    |
| Sieg     | Anil Dubar        | Decision (Unanimous) | 2H2H - Pride & Honor               | 12. November 2006 |
| Sieg     | Edmunds Kirsis    | Submission (Leglock) | FFAA - Intertops Fight Night 1     | 9. August 2003    |
| Sieg     | Edmunds Kirsis    | KO                   | FFAA - Fight Night Championships 4 | 22. Februar 2003  |
| Sieg     | Errol Maduro      | Submission (Choke)   | FFAA - Fight Night Championship 3  | 14. Juli 2001     |
| Sieg     | Baris Gunai       | Submission (Choke)   | FFAA - Austrian Open               | 31. März 2001     |
| Sieg     | Tibor Swaznik     | KO                   | FFAA - Fight Night Championship 1  | 13. Juni 1999     |

## Kampfsportschule und Trainertätigkeit

### Kampfsportschule
Die erste Kampfsportschule gründete Michael Ettl zusammen mit seinem Bruder Gerhard im Jahre 1990 in Graz (Hollywood Budo Center). Im Jahr 1998 kam es zu einer Neueröffnung mit dem Kihaku-Dōjō, welche 2001 nochmals auf 550 m² Fläche vergrößert und in Sharks Gym umbenannt wurde. In der Schule wurde ab 1993 erstmals Thaiboxen in der Steiermark unterrichtet und nach 1997 Freefight (heute MMA) und Vale Tudo Training für eine bereite Öffentlichkeit in Österreich angeboten.
Am 14. Jänner 2013 eröffnen sie das Champions Gym in Graz. Auf 800 m² Fläche bietet das Gym Kampfsport und Fitness-Training für Hobby- sowie Profi-Sportler.

### Erfolge als Trainer
Als Trainer des Ettl Bros. Teams gehören folgende Kämpfer zu seinen Schülern:
- Predrag Krsikapa, mehrfacher österreichischer Meister im MMA[8]
- Julia Dorny, 3. Platzierte IMMAF Weltmeisterschaft 2017[9], Europa-[10] und Weltmeisterin IMMAF 2018[11]
- Hans Lackner, IMMAF Weltmeister 2014 in Las Vegas[12][13]
- Sascha Weinpolter, mehrfacher österreichischer Meister im MMA[14]
- Rene Wollinger, amtierender österreichischer Champion im Halbschwergewicht und Europameister der MAXFC im MMA[15]
- Jasminka Cive, österreichische Meisterin und Weltmeisterin der MAXFC im Frauen MMA[16]
- Florian Aberger, 2-facher Bronzemedaillengewinner der IMMAF und 2-facher österreichischer Staatsmeister im Kickboxen und MMA[17][18]
- Bogdan Grad, 2-facher Österreichischer Staatsmeister im Kickboxen und MMA[19]
- Harald Fischer, mehrfacher österreichische Meister im MMA[20]
- Stefan Traunmüller[21]

Folgende Titel wurden unter ihm errungen:
- 6 österreichische Staatsmeister im Kickboxen nach Version IAKSA (1989–1993)
- 3 österreichische Profichampions im K-1 Style nach Version WKA und ISKA (1999–2008),
- 14 österreichische Amateurmeister im MMA und Kickboxen nach Version WKF (2009–2017)
- 21 österreichische Profititel im MMA nach Version FFA und MMA-Austria (1999–201z)
- 4 Profieuropatitel im MMA nach Version FFA und MaxFC (2003–2012)
- 1 Profiweltmeistertitel im MMA nach Version MaxFC (2012)
- 2 Goldmedaillen, MMA Weltmeisterschaften der IMMAF in Las Vegas (2014)[22] und Bahrain 2018[23]
- 8 Bronzemedaillen auf Europa- und Weltmeisterschaften der IMMAF (2015–2017)[22]

Das gesamte Ettl Bros. Kampfteam besteht aus über 20 MMA Kämpfern, wovon über die Hälfte als Profisportler aktiv sind.
Die Ettl Bros. coachen seit 2014 das Österreichische Nationalteam im MMA und 2017&2018 bei der WM in Bahrain betreuten sie zusätzlich das Deutsche Nationalteam. In Bahrain holen ihre Athleten 2 Bronzemedaillen für Österreich und 1 Bronze- und 1 Goldmedaille für Deutschland.

## Veranstalter & Fitnesscoach
Seit 2007 veranstalten Michael und Gerhard Ettl die Cage Fight Series, die zu den größten MMA Events In Europa zählt. Es finden jährlich zwei große Austragungen statt, zum einen die Newcomer-Challenge und zum anderen der Main Event die Cage Fight Series. Bei der Newcomer-Challenge sollen neue Talente entdeckt und auch gefördert werden. Auf dem Programm der CFS stehen Profi-Kämpfe in den gemischten Kampfsportarten, wobei die härtesten Kämpfer Österreichs ermittelt werden sollen. Im Jahr 2008 Cage Fight Series ermittelt den 10.000 Euro Champion und setzt das höchste Preisgeld Europas aus. Die Popularität der Cage Fight Series stieg aufgrund des professionellen Marketing und zunehmender Medienpräsenz, denn die Cage Fight Series 6 wurde vom Kampfsportsender „GnP TV“ kommentiert und übertragen.
Da ein MMA Kampf extrem hohe Fitness in allen Bereichen voraussetzt, entwickelte Michael Ettl im Jahr 2011 als Trainer für das Ettl Bros. Team und mittlerweile auch für die breite Öffentlichkeit zugängliches Trainingsprinzip namens „Cross Sports“, das alle sportlichen Fähigkeiten in sich vereint: Kraft, Kraftausdauer, Schnelligkeit, Beweglichkeit und Kondition. Aufgrund der Erfahrung in vielen Sportarten und im Wettkampfbereich wird das Wissen und die Trainingsmethode von Cross Sports an zukünftige Trainer und Profiathleten aus verschiedenen Sportdisziplinen weitergegeben. Dabei werden Seminare organisiert und das Trainingsprinzip an Sportler weitergeben. Cross Sports ist seit 2011 eine geschützte Marke.